# Солідарний Квебек
Солідарний Квебек (фр. Québec solidaire) — політична партія у провінції Квебек (Канада). Партія стоїть на лівих позиціях. Також виступає за державну незалежність Квебеку та екологію.
Партія створена 4 лютого 2006 у Монреалі. Вона виникла у результаті об'єднання двох інших лівих організації — Союзу прогресивних сил (фр. Union des forces progressistes) та Громадянської опції (фр. Option citoyenne).
Керівники партії — Франсуаза Давід (Françoise David) та Амір Хадір (Amir Khadir).
На парламентських виборах 26 березня 2007 Солідарний Квебек отримав 3,64 % голосів. Жодного з його кандидатів не було обрано депутатом.
На парламентських виборах 8 грудня 2008 Солідарний Квебек отримав 4 % голосів. Було обрано 1 депутата — ним став Амір Хадір. Вперше у історії партії вона потрапляє до Квебекського парламенту.
На виборах 4 вересня 2012 «Солідарний Квебек» отримав 6,03 %% голосів. В Національну асамблею пройшли 2 кандидата від партії — Амір Хадір і Франсуаза Давид.
На виборах 7 квітня 2014 «Солідарний Квебек» отримав 7,63 % голосів. В Національну асамблею пройшли 3 кандидата від партії — Амір Хадір, Франсуаза Давид і Манон Массе. В ході передвиборчої кампанії «Солідарний Квебек» (в особі Франсуази Давид) був вперше допущений до теледебатів керівників партій.